# Oncocalyx schimperi
Oncocalyx schimperi är en tvåhjärtbladig växtart som först beskrevs av Ferdinand von Hochstetter och Achille Richard, och fick sitt nu gällande namn av Michael George Gilbert. Oncocalyx schimperi ingår i släktet Oncocalyx och familjen Loranthaceae. Inga underarter finns listade i Catalogue of Life.